# Luis Concha Córdoba

Kardinalswappen

Luis Kardinal Concha Córdoba (* 7. November 1891 in Bogotá, Kolumbien; † 18. September 1975 ebenda) war Erzbischof von Bogotá.

## Leben
Luis Concha Córdoba studierte in Bogotá, Paris und Rom die Fächer Katholische Theologie und Philosophie. Als er am 28. Oktober 1916 durch Bernardo Herrera Restrepo das Sakrament der Priesterweihe empfing, war sein Vater José Vicente Concha amtierender Staatspräsident der Republik Kolumbien. In den ersten zwei Jahren nach seiner Weihe arbeitete Luis Concha Córdoba als Gemeindeseelsorger in Bogotá. Nach weiterführenden Studien wurde er 1920 Spiritual und Dozent am Seminar von Bogotá. 1921 verlieh ihm Papst Benedikt XV. den Titel Privatkämmerer Seiner Heiligkeit. 1922 wurde Luis Concha Córdoba Mitglied des Metropolitankapitels von Bogotá. In den Jahren 1933 und 1934 versah er die Aufgaben eines Sekretärs bei der Diözesankurie. In den folgenden zwei Jahren leitete er als Generalvikar die Administration des Erzbistums Bogotá.
1935 ernannte ihn Papst Pius XI. zum Bischof von Manizales. Die Bischofsweihe spendete ihm am 30. November 1935 in Bogotá Ismael Perdomo Borrero, der Erzbischof von Bogotá; Mitkonsekratoren waren Francisco Cristóbal Toro, Bischof von Antioquia, und Crisanto Luque Sánchez, Bischof von Tunja. An gleicher Stelle wurde er im Jahre 1954 mit der Erhebung der Diözese Manizales zur Erzdiözese Erzbischof. Papst Johannes XXIII. ernannte ihn 1959 zum Erzbischof von Bogotá. In den Jahren 1959 bis 1972 versah Luis Concha Córdoba zusätzlich das Amt des kolumbianischen Militärbischofs.
Im Konsistorium vom 16. Januar 1961 kreierte ihn Papst Johannes XXIII. zum Kardinal und wies ihm als Kardinalpriester die Titelkirche Santa Maria Nuova zu. Luis Concha Córdoba nahm in den Jahren 1962 bis 1965 an allen vier Sessionen des Zweiten Vatikanischen Konzils teil, ebenso am Konklave 1963, das Paul VI. zum neuen Summus Pontifex der Kirche wählte. Die Leitung des Erzbistums Bogotá und das Militärbischofsamt legte er 1972 aus Altersgründen nieder; seinem Rücktrittsgesuch wurde am 29. Juli 1972 von Papst Paul VI. stattgegeben.
Er starb am 18. September 1975 in Bogotá und wurde in der dortigen Metropolitanbasilika bestattet.